# EHD3
EHD3 (англ. EH domain containing 3) – білок, який кодується однойменним геном, розташованим у людей на короткому плечі 2-ї хромосоми.  Довжина поліпептидного ланцюга білка становить 535 амінокислот, а молекулярна маса — 60 887.
| 10         |  | 20         |  | 30         |  | 40         |  | 50         |
| ---------- |  | ---------- |  | ---------- |  | ---------- |  | ---------- |
| MFSWLGTDDR |  | RRKDPEVFQT |  | VSEGLKKLYK |  | SKLLPLEEHY |  | RFHEFHSPAL |
| EDADFDNKPM |  | VLLVGQYSTG |  | KTTFIRYLLE |  | QDFPGMRIGP |  | EPTTDSFIAV |
| MQGDMEGIIP |  | GNALVVDPKK |  | PFRKLNAFGN |  | AFLNRFVCAQ |  | LPNPVLESIS |
| VIDTPGILSG |  | EKQRISRGYD |  | FAAVLEWFAE |  | RVDRIILLFD |  | AHKLDISDEF |
| SEVIKALKNH |  | EDKMRVVLNK |  | ADQIETQQLM |  | RVYGALMWSL |  | GKIVNTPEVI |
| RVYIGSFWSH |  | PLLIPDNRKL |  | FEAEEQDLFR |  | DIQSLPRNAA |  | LRKLNDLIKR |
| ARLAKVHAYI |  | ISSLKKEMPS |  | VFGKDNKKKE |  | LVNNLAEIYG |  | RIEREHQISP |
| GDFPNLKRMQ |  | DQLQAQDFSK |  | FQPLKSKLLE |  | VVDDMLAHDI |  | AQLMVLVRQE |
| ESQRPIQMVK |  | GGAFEGTLHG |  | PFGHGYGEGA |  | GEGIDDAEWV |  | VARDKPMYDE |
| IFYTLSPVDG |  | KITGANAKKE |  | MVRSKLPNSV |  | LGKIWKLADI |  | DKDGMLDDDE |
| FALANHLIKV |  | KLEGHELPNE |  | LPAHLLPPSK |  | RKVAE      |  |            |

A: Аланін

C: Цистеїн

D: Аспарагінова кислота

E: Глутамінова кислота

F: Фенілаланін

G: Гліцин

H: Гістидин

I: Ізолейцин

K: Лізин

L: Лейцин

M: Метіонін

N: Аспарагін

P: Пролін

Q: Глутамін

R: Аргінін

S: Серин

T: Треонін

V: Валін

W: Триптофан

Кодований геном білок за функцією належить до фосфопротеїнів. 
Задіяний у таких біологічних процесах як транспорт, транспорт білків, біогенез та деградація війок, ацетиляція, альтернативний сплайсинг. 
Білок має сайт для зв'язування з АТФ, нуклеотидами, іонами металів, іоном кальцію. 
Локалізований у клітинній мембрані, мембрані, клітинних відростках, війках, ендосомах.